# Anthurium atropurpureum
Anthurium atropurpureum är en kallaväxtart som beskrevs av Richard Evans Schultes och Bassett Maguire. Anthurium atropurpureum ingår i släktet Anthurium och familjen kallaväxter.

## Underarter
Arten delas in i följande underarter:
- A. a. arenicola
- A. a. atropurpureum
- A. a. thomasii